# HMS Cornwall (56)
«Корнуолл» (англ. HMS Cornwall (56) — військовий корабель, важкий крейсер типу «Каунті» підкласу «Кент» Королівського військово-морського флоту Великої Британії за часів Другої світової війни.
«Корнуолл» був закладений 9 жовтня 1924 на верфі компанії HM Dockyard Devonport у Девонпорті. 11 березня 1926 року він був спущений на воду, а 10 травня 1928 року увійшов до складу Королівських ВМС Великої Британії.
Важкий крейсер «Корнуолл» узяв активну участь у бойових діях на морі в Другій світовій війні, бився в Атлантиці та в Індійському океані, супроводжував транспортні конвої.
5 квітня 1942 року разом з крейсером «Дорсетшир» потоплений 53 японськими пікіруючими бомбардувальниками Aichi D3A2 Val під час проведення Імперським флотом Японії рейду в Індійський океан.

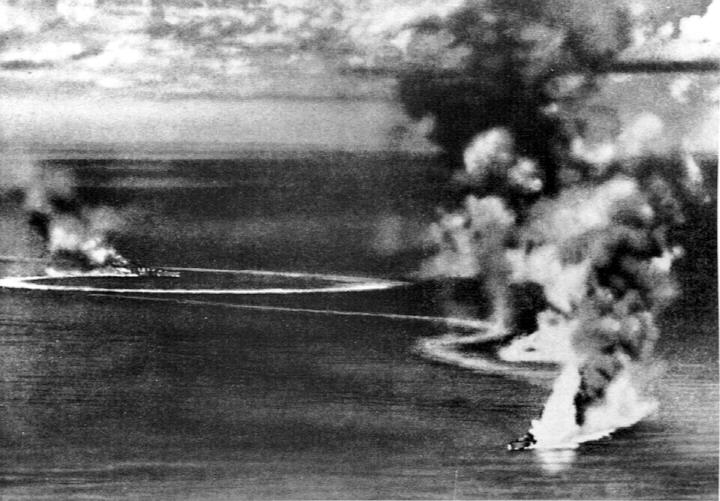
Британські важкі крейсери «Дорсетшир» та «Корнуолл» під бомбардуванням японською палубною авіацією. Битва за Цейлон. 5 квітня 1942

## Історія служби

### Початок війни
5 жовтня 1939 року, через місяць після початку Другої світової війни, «Корнуолл» включили до складу «З'єднання I», що виконувало завдання з полювання на німецькі торговельні рейдери в Індійському океані і більшу частину року крейсер провів там. Потім «Корнуолл» був переведений у Південну Атлантику для ескорту конвоїв. 13 вересня 1940 року корабель вийшов на зустріч конвою, який перевозив війська, призначені для захоплення Дакара у французького уряду Віші. Втім командир крейсера отримав наказ на перехоплення французького легкого крейсера «Примагет», який супроводжував нафтовий танкер до Лібревіля, Французька Екваторіальна Африка. П'ять днів по тому він перехопив французів та примусив їх повернутися до Касабланки у французькому Марокко. Потім важкий крейсер повернувся до Індійського океану і 8 травня 1941 року потопив німецький рейдер «Пінгвін». Після бою «Корнуолл» врятував 3 офіцерів, 57 військових і 22 полонених з затопленого корабля.

### Індійський океан
З 31 березня по 10 квітня 1942 року 1-ше авіаносне ударне з'єднання Імперського флоту Японії під командуванням віцеадмірала Тюїті Наґумо з метою знищення та виведення з ладу військово-морських баз союзників та порушення систем морських комунікацій в акваторії Індійського океану провело зухвалий рейд. На той час в акваторії океану діяло британське угруповання флоту, з'єднання «A», яке вживало заходи щодо перехоплення та знищення японських сил.
Однак, 5 квітня в ході битви за Цейлон два британські важких крейсери — «Дорсетшир» і «Корнуолл» — були затоплені 53 японськими пікіруючими бомбардувальниками Aichi D3A2 Val. Загалом результатами рейду японського флоту для британців стали колосальні збитки, вони втратили один авіаносець, два крейсери, два есмінці, корвет, допоміжний крейсер, п'ять інших кораблів і суден і 45 літаків.